# WrestleMania IV
WrestleMania IV – czwarta edycja gali pay-per-view WrestleManii, która została wyprodukowana przez World Wrestling Federation. Miała miejsce 27 marca 1988 w Historical Atlantic City Convention Hall w Atlantic City w New Jersey. Na widowni oficjalnie zasiadło 18 165 fanów.
Walką wieczoru był finał czternastoosobowego turnieju o zwakowany WWF Championship, gdzie Randy Savage pokonał Teda DiBiasego i zwyciężył tytuł. Głównymi walkami w reszcie karty był 20-osobowy battle royal wygrany przez Bad News Browna, Demolition (Ax i Smash) kontra Strike Force (Tito Santana i Rick Martel) o tytuły WWF Tag Team Championship, oraz Brutus Beefcake kontra The Honky Tonk Man o WWF Intercontinental Championship.

## Przygotowania
Głównym feudem (oskryptowaną rywalizacją) zmierzającą na WrestleManię był pomiędzy Hulkiem Hoganem i André the Giantem. W styczniu 1987, Hogan otrzymał trofeum za jego trzeci rok bycia WWF Championem, podczas gdy najlepszy przyjaciel Hogana, André, otrzymał mniejsze trofeum za bycie niepokonanym w WWF przez piętnaście lat. Hogan pogratulował przyjacielowi i powiedział, że André jest prawdziwym mistrzem gwiazd dla wszystkich na świecie, lecz André opuścił arenę przed zakończeniem przemowy Hogana. W lutym na odcinku Piper's Pit, André ukazał swojego nowego menadżera, jakim okazał się Bobby Heenan, wieloletni rywal Hogana. Hogan błagał André aby porzucił Heenana, lecz André odmówił. André stwierdził, że to on powinien zawalczyć z Hoganem w walce o mistrzostwo na WrestleManii III, po czym podarł koszulkę Hogana i wyrwał złoty krzyżyk z szyi, przechodząc heelturn. Rywalizacja kulminowała się w ich historyczną walkę na WrestleManii III w marcu, gdzie Hogan pokonał André i obronił tytuł. Podczas walki, Hogan pobił rekord w WWF wykonując Scoop slam na ważącym 235 kilogramów olbrzymie. Na pierwszym Survivor Series w listopadzie, André, One Man Gang, King Kong Bundy, Butch Reed i Rick Rude pokonali Hogana, Paula Orndorffa, Dona Muraco, Kena Paterę i Bam Bam Bigelowa w Survivor Series matchu. Na pierwszym Royal Rumble w styczniu 1988, Hogan i André podpisali oficjalny kontrakt o rewanż o WWF Championship. Ich rewanż odbył się na pierwszej edycji gali The Main Event w lutym, gdzie André kontrowersyjnie wygrał tytuł od Hogana, gdzie w walce brali udział sędziowie bliźniacy. Po tym jak jego panowanie trwało jedynie 47 sekund, André sprzedał tytuł dla Teda DiBiasego i otrzymał sporą ilość pieniędzy. Prezydent WWF Jack Tunney postanowił jednak zwakować tytuł i zdecydował o zorganizowaniu 14-osobowego turnieju na WrestleManii IV.

## Gala
| Rola:                   | Osoba:                    |
| ----------------------- | ------------------------- |
| Komentator              | Gorilla Monsoon           |
| Komentator              | Bob Uecker (Battle Royal) |
| Komentator              | Jesse Ventura             |
| Przeprowadzający wywiad | Gene Okerlund             |
| Przeprowadzający wywiad | Vanna White               |
| Przeprowadzający wywiad | Bob Uecker                |
| Konferansjer            | Howard Finkel             |
| Konferansjer            | Bob Uecker                |
| Chronometrażysta        | Vanna White               |
| Wsparcie                | Robin Leach               |
| Wokalista               | Gladys Knight             |

Gala zaczęła się Gladys Knight śpiewającą „America the Beautiful”. Pierwszą walką był dwudziestoosobowy battle royal, gdzie zwycięzca otrzymał wielkie trofeum. Członkami walki byli Bad News Brown, The Bolsheviks (Nikolai Volkoff i Boris Zhukov), The Hart Foundation (Bret Hart i Jim Neidhart), The Killer Bees (B. Brian Blair i Jim Brunzell), Danny Davis, George Steele, Harley Race, Hillbilly Jim, The Rougeau Brothers (Jacques i Raymond), The Young Stallions (Paul Roma i Jim Powers), Junkyard Dog, Ken Patera, Ron Bass, Sam Houston oraz Sika. Po czternastu eliminacjach, w ringu pozostali Brown, Bret Hart, Roma, Race, Jacques Rougeau oraz Junkyard Dog. Race wykonał back body drop na Rougeau i wysłał go poza ring nad górną liną, lecz po chwili Junkyard Dog uderzył Race’a i wyniósł ponad górną linę zza ringu. Brown wyrzucił Romę, więc po chwili Junkyard Dog pozostał walczyć z Hartem i Brownem. Duo wykonywało podwójne ruchy, po czym Hart złapał Junkyard Doga i Brown próbował wykonać clothesline na Junkyard Dogu, lecz Dog pominął atak i to Hart otrzymał cios. Junkyard Dog uderzył obu wrestlerów kilkoma headbuttami, jednakże ta dwójka była w stanie kooperować i wyeliminować Junkyard Doga. Hart zdecydował, że on i Brown są współzwycięzcami i mogą podzielić się trofeum, lecz Brown odwrócił się od niego, wykonał Ghetto Blaster i wyrzucił poza ring, wygrywając battle royal. Brown został zaprezentowany z trofeum, lecz Hart wrócił do ringu i zaatakował go od tyłu, przy okazji niszcząc nagrodę. Był to pierwszy krok, na którym The Hart Foundation (Bret Hart i Jim Neidhart) przechodzili faceturn przez kolejne miesiące.
Jeszcze przed rozpoczęciem czternastoosobowego turnieju o WWF Championship, Robin Leach z telewizyjnego show „Lifestyles of the Rich and Famous” przeczytał specjalne ogłoszenie przedstawiające specjalne zasady turnieju. W pierwszych rundach, Ted DiBiase pokonał Jimma Duggana, Don Muraco pokonał Dino Bravo przez dyskwalifikację po tym, jak Bravo popchnął sędziego w rywala, przez co sędzia otrzymał finisher od Muraco, Randy Savage pokonał Butch Reeda, Greg Valentine pokonał Ricky’ego Steamboata, One Man Gang pokonał Bam Bam Bigelowa i walka Rick Rude’a i Jake’a Robertsa zakończyła się remisem czasowym. Zwycięzcy przeszli do ćwierćfinałów, podczas gdy Rude i Roberts zostali wyeliminowani z turnieju. Jako byli mistrzowie, André the Giant i Hulk Hogan otrzymali możliwość przejścia do ćwierćfinałów bez walki.
W jego debiucie pay-per-view (PPV), The Ultimate Warrior zawalczył z klientem Bobby’ego Heenana, Herculesem. Warrior zabrał łańcuch Herculesa i przygniótł go w rogu ringu. Hercules próbował powrócić do walki i wykonał dwa clothesline'y na Warriorze, który jednak „nie sprzedał” tych ataków, po czym po trzecim clothesline skontrował wykonując swojego. Hercules postanowił zebrać siły i wyszedł na chwilę z ringu, lecz po powrocie otrzymał forearm club od Warriora. W rogu ringu, Warrior wymierzył serię ciosów, lecz gdy Warrior zwracał uwagę na sędziego, Hercules podniósł Warriora z drugiej liny i wymierzył inverted atomic drop. Po chwili próbował wykonać swój finisher Full Nelson, lecz nie mógł utrzymać chwytu. Po chwili Warrior osunął swoją stopę z turnBuckle’a i obaj upadli na matę w pozycji do przypięcia. Warrior podniósł swoje ramiona przy dwóch i sędzia kontynuował odliczanie Herculesa, dając zwycięstwo The Ultimate Warriorowi.

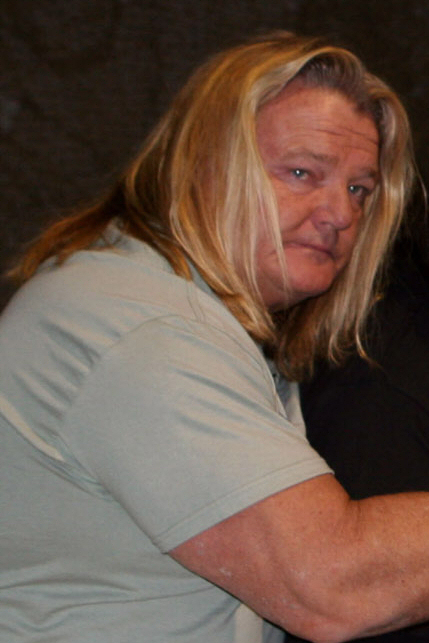
Greg Valentine, który zawalczył z Randym Savage w ćwierćfinale turnieju o WWF Championship

Ćwierćfinały zaczęły się walką Hulka Hogana z André the Giantem. Podczas walki, André uderzył Hogana krzesełkiem, co sędzia Joey Marella zdołał zobaczyć. Po tym jak obaj wrestlerzy zaczęli wspólnie uderzać się krzesełkami, ów dwójka została zdyskwalifikowana przez Marellę, w rezultacie czego zostali wyeliminowani z turnieju. W kolejnych walkach, Ted DiBiase pokonał Dona Muraco, Randy Savage pokonał Grega Valentine’a, zaś One Man Ganga ominęła runda ćwierćfinałowa z powodu braku rezultatu w walce Rude/Roberts. Brutus Beefcake spotkał się z klientem Jimmy’ego Harta, WWF Intercontinental Championem The Honky Tonk Manem, a stawką był tytuł mistrzowski. Pretendent wykonał na początku walki atomic drop, chwilę później high knee, lecz potem spudłował z wykonaniem elbow dropu, który zaś zaczął kontrolować przebieg walki wykonując fist drop ze środkowej liny. Następnie szykował się do wykonania Shake, Rattle & Roll na Beefcake'u, lecz przeczekał i postanowił uderzyć go kolanem w twarz. Następnie wszedł na górną linę i chciał wykonać ruch z lotu, lecz Beefcake skontrował wykonując clothesline, po czym zapiął sleeper hold. Menadżer Honky’ego, Jimmy Hart, uderzył sędziego swoim megafonem. Chronometrażysta nie uderzył w ring, lecz zostało ogłoszone, że Beefcake zwyciężył przez dyskwalifikację, co oznacza, że Honky dalej jest mistrzem, gdyż tytuł mistrzowski nie zmienia właściciela przez dyskwalifikację.
Po przerwie, w kolejnej walce The Islanders (Haku i Tama) oraz ich menadżer Bobby Heenan zawalczyli z The British Bulldogs (Davey Boy Smithem i Dynamite Kidem) oraz Koko B. Warem. Dynamite wymierzył kilka szybkich ciosów w Tamę, który wpierw próbował uścisnąć dłoń, po czym wykonał katapultę Tamą w górną linę. Smith zmienił się z nim, lecz nie trafił elbow dropem w Tamę, pozwalając temu zmienić się z Haku. Smith wykonał flying crossbody na Haku i przypiął, lecz sędzia odliczył near-fall. Smith spróbował raz jeszcze przypiąć, lecz Haku ponownie odkopał. Haku wykonał arm wrench i zmienił się z Tamą. Tama złapał za ramię Smitha i wykonał military press slam. Tama następnie zmienił się ponownie z Haku i ustawił Daveya w pozycji do wykonania backbreakera, lecz Smith odchylił się i zmienił z Koko, który wykonał missile dropkick i Frankensteinera. Koko zmienił się z Dynamite Kidem i uderzył clotheslinem w Haku, po czym rywal skontrował i uderzył Kida butem. Heenan wkroczył na ring i przygniótł Dynamite’a nogami, po czym szybciutko zmienił się z Tamą. Ten zaś wykonał back body drop na Dynamite, lecz nie trafił z big splashem. Tama zmienił się z Haku, a w tym samym czasie Dynamite zmienił się z Koko. Heenan chciał wejść na ring, więc szybko zmienił się, lecz został wyrzucony z ringu przez Koko, który mu wykonał dropkick, lecz Islanders wkroczyli i go zaatakowali. Aby obronić partnera, Bulldogs również weszli do ringu, co spowodowało brawl sześciu osób. Sędzia musiał uspokoić sytuację, pozwalając jedynie Koko i Heenanowi pobyt w ringu, lecz Islanders rzucili Heenanem w Koko, który przypiął menadżera rywali i zdobył zwycięstwo.
W półfinałach turnieju o WWF Championship, Randy Savage zmierzył się z One Man Gangiem, podczas gdy Ted DiBiase przeszedł bezpośrednio do finału z powodu podwójnej dyskwalifikacji w walce Hulk Hogan kontra André the Giant. Savage wykonał hotshot na One Man Gangu, lecz rywal skontrował wykonując kilka mocnych ruchów. Gang obezwładnił Savage’a, lecz temu udało się ominąć big splash. One Man Gang upadł poza ring, przez co Savage postanowił wykonać diving double axe handle, a następnie scoop slam. Menadżer One Man Ganga, Slick, zaczął drażnić menadżerkę Savage’a, Miss Elizabeth, przez co ta postanowiła wspiąć się na krawędź ringu, aby oddalić się od niego. Slick również wszedł na krawędź, aby podać swoją laskę One Man Gangowi, który zaś nie trafił nią w Savage’a. Sędzia pojedynku zauważył ten incydent i zdyskwalifikował One Man Ganga, przyznając zwycięstwo Savage'owi. W rezultacie, Savage przeszedł do finału, w którym spotkał się z Tedem DiBiasem o zwakowany tytuł WWF. Jeszcze przed finałem, Strike Force (Tito Santana i Rick Martel) bronili swoich WWF Tag Team Championship przeciwko Demolition (Axowi i Smashowi). Smash zaatakował Martela, po czym obie drużyny zaczęły brawl w ringu. Strike Force wymierzyli Smashowi podwójny back elbow i niemalże go przypięli. Santana wykonał armbar na Axu, po czym Martel się z nim zmienił i również wykonał ów ruch, lecz Ax skontrował headbuttem i zmienił się ze Smashem. Santana zmienił się i został złapany w bear hug, a dodatkowo otrzymał clothesline od Axa. Następnie wykonał scoop slam i suplex, po czym zmienił się i przy okazji ominął Irish whip. Santana zdołał wykonał flying forearm smach na interweniującym Smashu i zmienił się z Martelem, który wykonał dropkick na Axu i Smashu po kilka razy, a także wykonał Boston crab na Smashu. Santana złapał Mr. Fujiego na krawędzi ringu, lecz Ax to wykorzystał łapiąc za laskę menadżera i atakując nią Martela, przypiął go i zdobył zwycięstwo, w rezultacie czego stali się nowymi posiadaczami WWF Tag Team Championship.
Walką wieczoru był finał turnieju o zwakowany WWF Championship pomiędzy Randym Savage’em i Tedem DiBiasem. Savage był już zmęczony po walce w półfinale z One Man Gangem, podczas gdy DiBiase mógł odpocząć przez ominięcie półfinałowej walki. DiBiase przez większość walki dominował, lecz pod jej koniec, Savage'owi powróciły siły do walki i próbował wykonać Savage Elbow na DiBiasem, lecz ten zdołał ominąć ruch. Postanowił wykonać Million Dollar Dream na Savage'u. Kiedy sędzia był rozproszony przez André the Gianta, Hogan (który został przyprowadzony przez Miss Elizabeth na prośbę Savage’a) pomógł przyjacielowi i zaatakował DiBiasego stalowym krzesełkiem. Savage następnie wspiął się na górną linę, tym razem skutecznie wykonał Savage Elbow, po czym przypiął rywala i wygrał pojedynek, a zarazem turniej o zwakowany WWF Championship. Po walce, Hogan, Miss Elizabeth i Savage celebrowali zwycięstwo nowego mistrza.

## Wydarzenia po gali
Savage bronił swojego nowo-zdobytego WWF Championship, wpierw przeciwko DiBiasemu, lecz później przeciwko One Man Gangowi. Hogan, w międzyczasie, wziął przerwę od występów w WWF podczas późnej wiosny i części wakacji, poświęcając czas na kręcenie filmu No Holds Barred. André the Giant zaczął rywalizację z Jimem Dugganem. Jednakże, współpraca pomiędzy André i DiBiasem została przywrócona, gdy ta dwójka zaatakowała Savage’a podczas tapingów do programu Superstars of Wrestling. Savage przysięgał zemsty, i kiedy DiBiase i André zaproponowali tag team match z partnerem Savage’a, ten wybrał Hogana jako tag team partnera, potwierdzając współpracę pomiędzy nimi jako The Mega Powers. Dwie drużyny spotkały się w walce wieczoru na pierwszym SummerSlam, gdzie face'owie odnieśli zwycięstwo. Poprzez różne czynniki skłócające obu panów, The Mega Powers przestało funkcjonować, kiedy to Savage przeszedł heelturn po walce tag teamowej przeciwko The Twin Towers (Akeemowi i Big Boss Manowi) na The Main Event. Hogan i Savage spotkali się w walce o WWF Championship na WrestleManii V, gdzie ten pierwszy zdołał zdobyć tytuł, kończąc panowanie Savage’a przy ilości 371 dni.
Z powodu jednego z pojedynków turniejowych na gali, feud pomiędzy André i Dugganem rozwinął się, kiedy André zainterweniował w walce Duggana przeciwko DiBiasemu. Krótko po WrestleManii, Hacksaw skonfrontował się z André w ringu i zażądał walki; André zaśmiał się i zaatakował go wykonując m.in. headbutt, a także gwałtownie trząsł, rzucał i dusił. Duggan był w stanie chwycić swoją deskę i znokautować nią rywala. Kolejną rywalizacją po WrestleManii była pomiędzy Jakem Robertsem i Rickiem Rude, którzy zawalczyli w walce bez rezultatu z powodu upłynięcia limitu czasowego, lecz w storyline Rude flirtował z kobietą, którą okazała się żona Robertsa, Cheryl. Wściekły Roberts zaatakował Rude’a po tym wydarzeniu, lecz Rude później zaprzysiągł zemsty na rywalu i jego żonie.
The Honky Tonk Man kontynuował rywalizację z Brutusem Beefcake o Intercontinental Championship podczas wiosny i lata 1988, gdzie Honky wciąż unikał czystej przegranej będąc odliczonym lub zdyskwalifikowanym. Beefcake otrzymał „finałową” walkę na SummerSlam, lecz wcześniej został zaatakowany przez „Outlaw” Rona Bassa. Na SummerSlam, Honky stracił tytuł na rzecz zastępcy Brutusa, The Ultimate Warriora, który w tym czasie otrzymywał w federacji push jako młody, silny i charyzmatyczny wrestler.
Demolition otrzymali serię rewanżów przeciwko Strike Force, lecz także walczyli z The British Bulldogs, a stawką były tytuły mistrzowskie. Rywalizacja pomiędzy Demolition i Strike Force zakończyła się w czerwcu 1988, kiedy to podczas telewizyjnej walki, Ax i Smash kontuzjowali Ricka Martela po użyciu na nim swojego finishera, „Demolition Decapitation”. W rzeczywistości, Martel musiał zrobić przerwę w występach z powodu choroby żony. Po tym wydarzeniu, British Bulldogs i The Young Stallions stali się głównymi przeciwnikami Demolition.
Po eliminacji Harta w battle royalu, ten powrócił do ringu i zaatakował Bad News Browna, przyznając pierwszą poważniejszą rywalizację dla młodego Breta w WWF. Co więcej, Hart, pomimo bycia heelem, stał się ulubieńcem publiki i według właściciela WWF Vince’a McMahona, otrzymywał najwięcej listów od fanów odnośnie do niego. Pomimo znaków na temat rozwiązania The Hart Foundation, zostało zdecydowane, aby Hart i Neidhart przeszli faceturn i zwolnili Jimmy’ego Harta jako swojego menadżera. Podczas gdy Bret Hart rozpoczął swój feud z Brownem, The Hart Foundation później zaczęło rywalizować z The Fabulous Rougeaus, którzy powoli przechodzili heelturn we wiośnie 1988. Jimmy Hart postanowił zemścić się na byłych pracodawcach i zgodził się stać menadżerem Rougeaus, lecz w programach WWF (i storyline’ach) dalej legalnie był menadżerem Harta i Neidharta, więc miał możliwość podarować procent kwoty zarobkowej Hart Foundation dla Rougeaus. The Hart Foundation zawalczyło z Demolition w Tag Team matchu na SummerSlam o tytuły mistrzowskie, lecz nie byli ich w stanie zdobyć.

## Wyniki walk
| Nr                                 | Wyniki | Stypulacje                                        | Czas  |
| ---------------------------------- | --- | ------------------------------------------------- | ----- |
| 1                                  | Bad News Brown zwyciężył eliminując jako ostatniego Breta Harta                                                                    | Dwudziestoosobowy battle royal                    | 10:40 |
| 2                                  | Ted DiBiase (w/ Virgil i André the Giant) pokonał Jima Duggana                                                                     | Pierwsza runda turnieju                           | 04:54 |
| 3                                  | Don Muraco (w/ Superstar Billy Graham) pokonał Dino Bravo (w/ Frenchy Martin) przez dyskwalifikację                                | Pierwsza runda turnieju                           | 04:53 |
| 4                                  | Greg Valentine (w/ Jimmy Hart) pokonał Ricky’ego Steamboata (w/ Little Dragon)                                                     | Pierwsza runda turnieju                           | 09:12 |
| 5                                  | Randy Savage (w/ Miss Elizabeth) pokonał Butch Reeda (w/ Slick)                                                                    | Pierwsza runda turnieju                           | 05:07 |
| 6                                  | One Man Gang (w/ Slick) pokonał Bam Bam Bigelowa (w/ Oliver Humperdink) przez odliczenie pozaringowe                               | Pierwsza runda turnieju                           | 02:56 |
| 7                                  | Rick Rude (w/ Bobby Heenan) vs. Jake Roberts zakończyło się remisem przez upływ limitu czasowego                                   | Pierwsza runda turnieju                           | 15:00 |
| 8                                  | The Ultimate Warrior pokonał Herculesa (w/ Bobby Heenan)                                                                           | Singles match                                     | 04:29 |
| 9                                  | Hulk Hogan vs. André the Giant (w/ Ted DiBiase i Virgil) zakończyło się podwójną dyskwalifikacją                                   | Ćwierćfinał turnieju                              | 05:22 |
| 10                                 | Ted DiBiase pokonał Dona Muraco (w/ Billy Graham)                                                                                  | Ćwierćfinał turnieju                              | 05:44 |
| 11                                 | Randy Savage (w/ Miss Elizabeth) pokonał Grega Valentine’a (w/ Jimmy Hart)                                                         | Ćwierćfinał turnieju                              | 06:06 |
| 12                                 | Brutus Beefcake pokonał The Honky Tonk Mana (c) (w/ Jimmy Hart i Peggy Sue) przez dyskwalifikację                                  | Singles match o WWF Intercontinental Championship | 06:30 |
| 13                                 | The Islanders (Haku i Tama) oraz Bobby Heenan pokonali The British Bulldogs (Davey Boy Smitha i Dynamite Kida) oraz Koko B. Ware’a | Six-man tag team match                            | 07:30 |
| 14                                 | Randy Savage (w/ Miss Elizabeth) pokonał One Man Ganga (w/ Slick) przez dyskwalifikację                                            | Półfinał turnieju                                 | 04:05 |
| 15                                 | Demolition (Ax i Smash) (w/ Mr. Fuji) pokonali Strike Force (Ricka Martela i Tito Santanę) (c)                                     | Tag team match o WWF Tag Team Championship        | 12:33 |
| 16                                 | Randy Savage (w/ Miss Elizabeth) pokonał Teda DiBiasego (w/ André the Giant)                                                       | Finał turnieju o zwakowany WWF Championship       | 09:27 |
| (c) – mistrz/mistrzyni przed walką | |                                                   |       |

### Battle Royal
| Eliminacja | Wrestler        | Wyeliminowany przez                                    |
| ---------- | --------------- | ------------------------------------------------------ |
| 1          | Sam Houston     | Davisa                                                 |
| 2          | Sika            | Junkyarda, Hillbilly’ego oraz Blaira                   |
| 3          | Jim Neidhart    | Steele’a                                               |
| 4          | B. Brian Blair  | Browna i Jacques’a Rogueau                             |
| 5          | Raymond Rougeau | Brunzella                                              |
| 6          | Jim Brunzell    | Jacques’a Rougeau                                      |
| 7          | George Steele   | Zdyskwalifikowany z powodu odmówienia powrotu do ringu |
| 8          | Ron Bass        | Junkyarda                                              |
| 9          | Hillbilly Jim   | Zhukova                                                |
| 10         | Danny Davis     | Romę                                                   |
| 11         | Jim Powers      | Browna                                                 |
| 12         | Nikolai Volkoff | Paterę                                                 |
| 13         | Ken Patera      | Browna                                                 |
| 14         | Boris Zhukov    | Paterę                                                 |
| 15         | Jacques Rougeau | Race’a                                                 |
| 16         | Harley Race     | Junkyarda                                              |
| 17         | Paul Roma       | Browna                                                 |
| 18         | Junkyard Dog    | Harta i Browna                                         |
| 19         | Bret Hart       | Browna                                                 |
| Zwycięzca  | Bad News Brown  | –                                                      |

### Turniej o WWF Championship
|  | Pierwsza runda  | Pierwsza runda  |                |       | Ćwierćfinały | Ćwierćfinały |  |  | Półfinały | Półfinały |  |  | Finał | Finał |
|  |                 |                 |                |       |              |              |  |  |           |           |  |  |       |       |
|  |                 |                 |                |       |              |              |  |  |           |           |  |  |       |       |
|  |                 |                 |                |       |              |              |  |  |           |           |  |  |       |       |
|  | Hulk Hogan      |                 |                |       |              |              |  |  |           |           |  |  |       |       |
|  |                 |                 |                |       |              |              |  |  |           |           |  |  |       |       |
|  | BYE             |                 |                |       |              |              |  |  |           |           |  |  |       |       |
|  | Hulk Hogan      | 05:23           |                |       |              |              |  |  |           |           |  |  |       |       |
|  | Hulk Hogan      | 05:23           |                |       |              |              |  |  |           |           |  |  |       |       |
|  |                 | André the Giant | DDQ            |       |              |              |  |  |           |           |  |  |       |       |
|  | André the Giant | André the Giant | DDQ            |       |              |              |  |  |           |           |  |  |       |       |
|  |                 |                 |                |       |              |              |  |  |           |           |  |  |       |       |
|  | BYE             |                 |                |       |              |              |  |  |           |           |  |  |       |       |
|  | BYE             |                 |                |       |              |              |  |  |           |           |  |  |       |       |
|  |                 |                 |                |       |              |              |  |  |           |           |  |  |       |       |
|  |                 | Ted DiBiase     |                |       |              |              |  |  |           |           |  |  |       |       |
|  | Jim Duggan      | 05:02           |                |       |              |              |  |  |           |           |  |  |       |       |
|  | Jim Duggan      | 05:02           |                |       |              |              |  |  |           |           |  |  |       |       |
|  | Ted DiBiase     | Pin             |                |       |              |              |  |  |           |           |  |  |       |       |
|  | Ted DiBiase     | Pin             | Ted DiBiase    | Pin   |              |              |  |  |           |           |  |  |       |       |
|  |                 |                 | Ted DiBiase    | Pin   |              |              |  |  |           |           |  |  |       |       |
|  |                 | Don Muraco      | 05:35          |       |              |              |  |  |           |           |  |  |       |       |
|  | Don Muraco      | Don Muraco      | 05:35          | DQ    |              |              |  |  |           |           |  |  |       |       |
|  | Don Muraco      |                 |                | DQ    |              |              |  |  |           |           |  |  |       |       |
|  | Dino Bravo      | 04:54           |                |       |              |              |  |  |           |           |  |  |       |       |
|  | Dino Bravo      | 04:54           | Ted DiBiase    | 09:27 |              |              |  |  |           |           |  |  |       |       |
|  |                 |                 | Ted DiBiase    | 09:27 |              |              |  |  |           |           |  |  |       |       |
|  |                 | Randy Savage    | Pin            |       |              |              |  |  |           |           |  |  |       |       |
|  | Ricky Steamboat | Randy Savage    | Pin            | 09:11 |              |              |  |  |           |           |  |  |       |       |
|  | Ricky Steamboat |                 |                | 09:11 |              |              |  |  |           |           |  |  |       |       |
|  | Greg Valentine  | Pin             |                |       |              |              |  |  |           |           |  |  |       |       |
|  | Greg Valentine  | Pin             | Greg Valentine | 06:07 |              |              |  |  |           |           |  |  |       |       |
|  |                 |                 | Greg Valentine | 06:07 |              |              |  |  |           |           |  |  |       |       |
|  |                 | Randy Savage    | Pin            |       |              |              |  |  |           |           |  |  |       |       |
|  | Randy Savage    | Randy Savage    | Pin            | Pin   |              |              |  |  |           |           |  |  |       |       |
|  | Randy Savage    |                 |                | Pin   |              |              |  |  |           |           |  |  |       |       |
|  | Butch Reed      | 04:09           |                |       |              |              |  |  |           |           |  |  |       |       |
|  | Butch Reed      | 04:09           | Randy Savage   | DQ    |              |              |  |  |           |           |  |  |       |       |
|  |                 |                 | Randy Savage   | DQ    |              |              |  |  |           |           |  |  |       |       |
|  |                 | One Man Gang    | 04:05          |       |              |              |  |  |           |           |  |  |       |       |
|  | Bam Bam Bigelow | One Man Gang    | 04:05          | 02:55 |              |              |  |  |           |           |  |  |       |       |
|  | Bam Bam Bigelow |                 |                | 02:55 |              |              |  |  |           |           |  |  |       |       |
|  | One Man Gang    | CO              |                |       |              |              |  |  |           |           |  |  |       |       |
|  | One Man Gang    | CO              | One Man Gang   |       |              |              |  |  |           |           |  |  |       |       |
|  |                 |                 |                |       |              |              |  |  |           |           |  |  |       |       |
|  |                 | BYE             |                |       |              |              |  |  |           |           |  |  |       |       |
|  | Jake Roberts    | 15:00           |                |       |              |              |  |  |           |           |  |  |       |       |
|  | Jake Roberts    | 15:00           |                |       |              |              |  |  |           |           |  |  |       |       |
|  | Rick Rude       | Remis           |                |       |              |              |  |  |           |           |  |  |       |       |
|  | Rick Rude       | Remis           |                |       |              |              |  |  |           |           |  |  |       |       |

Pin – Przypięcie; CO – Odliczenie; DQ – Dyskwalifikacja; DDQ – Podwójna dyskwalifikacja